# Dongen

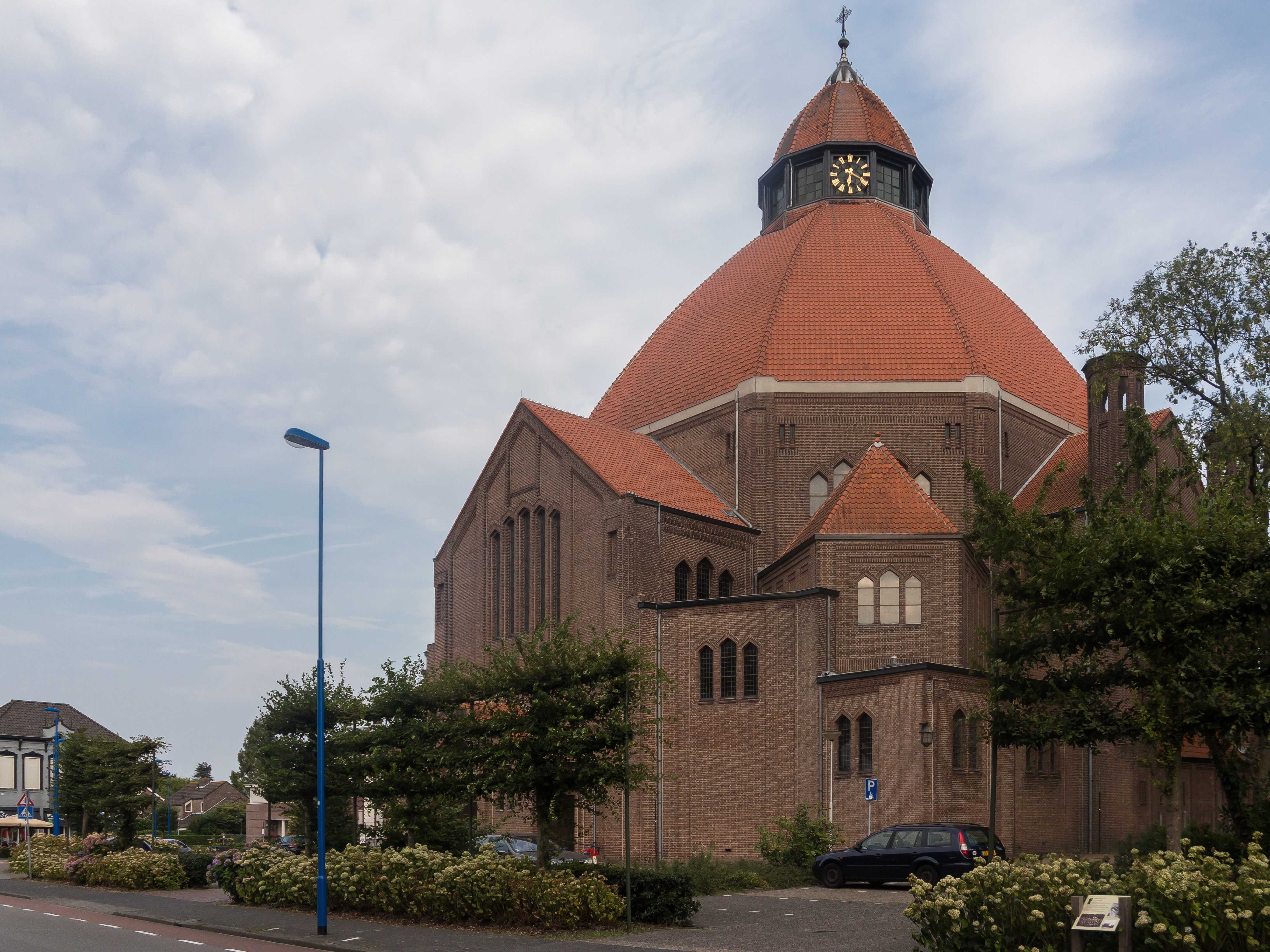
Dongen, Kirche: de Sint-Laurentiuskerk

Dongen (anhörenⓘ) ist eine Gemeinde in der niederländischen Provinz Noord-Brabant. Die Gesamtfläche der Gemeinde beträgt 29,74 km². Sie hatte am 1. Januar 2025 eine Einwohnerzahl von 27.565.

## Orte
- Dongen, Sitz der Gemeindeverwaltung
- ’s Gravenmoer

## Lage und Wirtschaft
Dongen liegt in einer moorigen Landschaft, am Fluss Donge, einem Nebenfluss der Maas, und am Wilhelminakanal. Im Süden wird Dongen begrenzt durch Rijen, und im Osten durch Waalwijk und Tilburg. Das Dorf ’s Gravenmoer liegt etwas nördlicher als Dongen. Dongen gehört zum Landstrich „Langstraat“. Mehrere Autobahnen, die A27 Utrecht – Breda, die A58 und die A59, verlaufen über das Gemeindegebiet von Dongen.
Seit dem 17. Jahrhundert sind hier Gerbereien und andere Leder verarbeitende Betriebe tätig. Daneben gibt es, namentlich im kleinen ’s Gravenmoer, Landwirtschaft, und viel Handel und Kleingewerbe. Die Gemeinde hat auch zwei Hotels und einige Campingplätze.
In Dongen befindet sich auch eine sehr alte, von Franziskanerinnen gegründete „kweekschool“. Das ist eine Schule, wo junge Leute zu Grundschullehrern ausgebildet werden. Der moderne Name in den Niederlanden für eine solche Schule ist PABO (Pedagogische Academie Basisonderwijs).
Einer von insgesamt 22 Standorten der Ardagh Glass Group für die Herstellung von Behälterglas in Europa.

## Geschichte
Der Name Dongen steht für: Donk an dem Bach Aa. ’s Gravenmoer bedeutet: Moor des Grafen (von Holland).
Dongen entstand bereits vor dem 13. Jahrhundert auf zwei Sandrücken, „donken“, (vgl. Winnekendonk in Nordrhein-Westfalen), wo auch die ersten Kirchen gebaut wurden. Wie auch in Tilburg und vielen anderen Orten in Brabant gibt es immer noch den relativ hoch gelegenen, dreieckigen Dorfplatz, der „Heuvel“ (= Hügel) heißt. Drei alte Handelsstraßen aus Breda, Oosterhout und Herzogenbusch kamen hier zusammen. Später entstand eine 5 km lange Dorfstraße zwischen diesen „donken“, an der die Bauernhöfe entstanden der Leute, die das Niedermoor urbar machten.
Im Jahr 1281 gründete Wilhelm van Hoorne und Altena, Herr von Loon op Zand, die Herrlichkeit Dongen. Diese geriet im 14. Jahrhundert in die Hände vom mächtigen Herrn Willem van Duvenvoorde. Dieser ließ in Dongen ein Schloss bauen (welches 1656 durch ein Feuer zerstört und dann völlig abgerissen wurde). Bis zum 17. Jahrhundert war die Landwirtschaft die Haupteinnahmequelle der Bevölkerung. Dann kam die Herstellung von Stiefeln aus Leder und im 18. Jahrhundert das Gerbereigewerbe auf. Nach 1860 wurde dieses immer mehr in Fabriken getrieben. Dongen breitete sich nach 1960 stark durch die Ansiedlung von Pendlern aus den umliegenden Städten aus.
’s Gravenmoer lag bis 1672 nicht in Nordbrabant, sondern in Zuid-Holland. Der Handel mit und die Gewinnung von Torf war hier sehr bedeutend. Nach etwa 1650 kam der Heuhandel an dessen Stelle. Wegen der Angehörigkeit zu Holland wurde die Bevölkerung auch protestantisch, während Dongen selbst, wie im übrigen Brabant üblich, überwiegend katholischen Glaubens geblieben ist. Zwischen ’s Gravenmoer und Dongen verlief die Grenze zwischen diesen Gebieten, welche jahrhundertelang auch eine scharfe kulturelle Grenze bildete. Erst 1973 wurden die Dörfer in eine Gemeinde zusammengefügt.

## Sehenswürdigkeiten
- Beide Dörfer haben eine reformierte Kirche aus dem 15. Jahrhundert.
- In Dongen steht die 1920 erbaute katholische Laurentiuskirche. Diese wurde entworfen von Mitgliedern des berühmten Architektengeschlechts Cuypers.
- In Dongen steht das Heimatmuseum „De Looierij“ (Gerberei; Ortsgeschichte; elektrische Apparate 1850–1950)
- Einige kleine Naturgebiete rings um die Dörfer
- Einige „Langgiebel“-Bauernhöfe und Häuser aus dem 18. und 19. Jahrhundert
- Der große Freizeitpark Efteling liegt nur wenige Kilometer östlich von Dongen.

## Politik
Bei der letzten Kommunalwahl im Jahre 2022 konnte die Volkspartij Dongen erneut und mit leichten Zugewinnen den Wahlsieg erringen. Sie bildete mit der PvdA und der VVD bereits die Koalition der Legislaturperiode 2018–2022.

### Gemeinderat
Der Gemeinderat wird seit 1982 folgendermaßen gebildet:
| Partei                       | Sitze | Sitze | Sitze | Sitze | Sitze  | Sitze | Sitze | Sitze | Sitze | Sitze | Sitze | Sitze |
| Partei                       | 1982  | 1986  | 1990  | 1994  | 1996 a | 1999  | 2002  | 2006  | 2010  | 2014  | 2018  | 2022  |
| ---------------------------- | ----- | ----- | ----- | ----- | ------ | ----- | ----- | ----- | ----- | ----- | ----- | ----- |
| Volkspartij Dongen b         | 5     | 4     | 5     | 6     | 6      | 7     | 7     | 5     | 4     | 9     | 7     | 7     |
| CDA                          | 5     | 6     | 7     | 5     | 4      | 4     | 5     | 4     | 4     | 5     | 3     | 6     |
| D66                          | 1     | 0     | 1     | 1     | 1      | 1     | –     | –     | –     | –     | 3     | 4     |
| VVD                          | 2     | 2     | 1     | 1     | 2      | 2     | 2     | 2     | 4     | 3     | 3     | 2     |
| De Ouderenpartij voor Dongen | –     | –     | –     | –     | –      | –     | –     | –     | –     | –     | 2     | 2     |
| PvdA                         | 1     | 3     | 2     | 1     | 1      | 2     | 3     | 4     | 2     | 3     | 3     | –     |
| Lijst Huijben                | –     | –     | –     | –     | –      | –     | –     | –     | –     | –     | 0     | –     |
| Democratisch Podium          | –     | –     | –     | –     | –      | –     | –     | 2     | 3     | 1     | –     | –     |
| SP                           | 0     | 2     | 3     | 5     | 5      | 3     | 4     | 4     | 4     | –     | –     | –     |
| RPF                          | –     | –     | –     | –     | 0      | –     | –     | –     | –     | –     | –     | –     |
| Gemeenschapsbelangen         | 5     | 2     | –     | –     | –      | –     | –     | –     | –     | –     | –     | –     |
| Partij Welzijn Ouderen       | –     | 0     | –     | –     | –      | –     | –     | –     | –     | –     | –     | –     |
| Links Akkoord                | 0     | –     | –     | –     | –      | –     | –     | –     | –     | –     | –     | –     |
| Gesamt                       | 19    | 19    | 19    | 19    | 19     | 19    | 21    | 21    | 21    | 21    | 21    | 21    |

Anmerkungen

### Kollegium von Bürgermeister und Beigeordneten
Die Koalitionsparteien Volkspartij Dongen, PvdA und VVD werden im College van burgemeester en wethouders durch jeweils einen Beigeordneten vertreten. Folgende Personen gehören zum Kollegium:
| Funktion         | Name           | Partei             | Anmerkung                    |
| ---------------- | -------------- | ------------------ | ---------------------------- |
| Bürgermeister    | Hans Slagboom  | PvdA               | seit dem 5. Juni 2024 im Amt |
| Beigeordnete     | René Jansen    | Volkspartij Dongen | –                            |
| Beigeordnete     | Bea van Beers  | PvdA               | –                            |
| Beigeordnete     | Rolf Vullings  | VVD                | –                            |
| Gemeindesekretär | Henk van Noort | —                  | seit November 2005 im Amt    |

## Söhne und Töchter
- Tiago Gerardo Cloin (1908–1975), römisch-katholischer Ordensgeistlicher, Bischof von Barra in Brasilien
- Ward van der Harst (* 1988), Mitglied des niederländischen DJ-Duos W&W
- Simone Atangana Bekono (* 1991), Schriftstellerin und Dichterin kamerunischer Abstammung
- Cathelijn Peeters (* 1996), Leichtathletin
- Job van Uitert (* 1998), niederländischer Autorennfahrer